# Roxanne McKee
Roxanne McKee (ur. 10 sierpnia 1980 w Kanadzie) – angielska aktorka, która wystąpiła m.in. w serialach Gra o tron, Dominion i Kontra: Operacja Świt.

## Filmografia

### Filmy
| Rok  | Tytuł                   | Rola            |
| ---- | ----------------------- | --------------- |
| 2010 | F                       | Nicky Wright    |
| 2012 | Droga bez powrotu 5     | Lita            |
| 2013 | Vendetta                | Morgan Vickers  |
| 2014 | Legenda Herkulesa       | królowa Alkmena |
| 2014 | Żelazny rycerz 2        | Blanche         |
| 2020 | Inside Man: Most Wanted | Ariella Barash  |

### Telewizja
| Rok       | Tytuł                           | Rola                        | Uwagi              |
| --------- | ------------------------------- | --------------------------- | ------------------ |
| 2005      | Hollyoaks: No Going Back        | Louise Summers              | gł. rola           |
| 2005–2008 | Życie w Hollyoaks               | Louise Summers              | gł. rola, 278 odc. |
| 2010      | The Persuasionists              | Christine i "Agency Worker" | 2 odc.             |
| 2010      | EastEnders: E20                 | Pippa                       | 1 odc.             |
| 2010      | Na językach                     | Lou Foster                  | 4 odc.             |
| 2012      | Lewis                           | Briony Keagan               | 1 odc.             |
| 2011–2012 | Gra of tron                     | Doreah                      | 11 odc.            |
| 2014      | Alt                             | Suzy                        | film TV            |
| 2014–2015 | Dominion                        | Claire Riesen               | gł. rola           |
| 2016      | W pułapce pamięci               | Samantha Harrison           | film TV            |
| 2017–2018 | Kontra: Operacja Świt           | Natalie Reynolds            | gł. rola (sezon 6) |
| 2019      | A Paris Romance                 | Lacey                       | film TV            |
| 2020      | Pandora                         | Eve                         | 3 odc.             |
| 2020      | Picture Perfect Royal Christmas | Amanda Eastman              | film TV            |
| 2021      | The Admirer                     | Nancy Williams              | film TV            |